# کانتون تیچینو
تیچینو (ایتالیایی: Ticino) یا تِسین (آلمانی: Tessin) یکی از کانتون‌های سوئیس است.
سوئیس از سمت جنوب و از کانتون تیچینو با ایتالیا مرز مشترک دارد.
زبان عمده در شهرهای این کانتون زبان ایتالیایی ست.
از شهرهای مهم این کانتون می‌توان به لوگنو و لوکارنو اشاره کرد. ۔